# ブライアン・アーラッカー
ブライアン・キース・アーラッカー（Brian Keith Urlacher、1978年5月25日 - ）はアメリカ合衆国・ワシントン州パスコ出身のアメリカンフットボール選手で、ポジションはラインバッカー(LB)。
NFLのシカゴ・ベアーズに2000年から2012年の13シーズン所属し、プロボウルに8回、オールプロに4回選ばれた。2005年には、最優秀守備選手賞に選ばれた。最優秀守備選手賞と最優秀新人守備選手に選ばれたのはNFL史上彼で5人目である。
バディ・ライアンの「46守備」でリーグを席捲した80年代以来、約20年ぶりの復活を遂げたベアーズを象徴する選手であった。

## 経歴

### プロ入りまで
1982年にワシントン州パスコで生まれた。1980年代末に両親は離婚し母親が彼や彼の兄弟の親権を得た。一家はニューメキシコ州ラヴィングトンに移り新たな生活を始めた。高校時代に彼は怪力、機敏さ、スピードを発揮しアメリカンフットボールチームにシーズン14勝無敗の成績をもたらした。この頃から本格的にスクワット、パワークリーンなどウェイトトレーニングを行い、ベンチプレスで390ポンド（176.9kg）をあげている。
彼はテキサス工科大学に進学したいと考えていたが奨学金のオファーを得られず、ニューメキシコ大学に進学した。1年次には十分な出場時間を与えられることがなく9勝4敗でウェスタン・アスレチック・カンファレンス優勝を狙える成績をあげたがコロラド州立大学に敗れて優勝を逃した。カンファレンスを制することができなかったもののインサイトコムボウルにチームは出場しアリゾナ大学に14-20で敗れた。2年次にはUCLAのディフェンスコーディネーターを務めたことのある新ヘッドコーチ、ロッキー・ロングの下での3-3-5ディフェンスの重要な一員として起用されるようになった。3年次には全米トップの178タックルをあげた。主にフリーセイフティとして起用された彼は、4年間で彼は大学史上3位の422タックル、3インターセプト、11ファンブルフォース、11サックの成績を残した。またリターンのスペシャリストやワイドレシーバーとしても起用されて7キャッチ、6タッチダウンをあげた。
チーム成績こそ芳しくなかったものの、最終学年にはオール・アメリカンに選出された。2000年のNFLドラフトを目前にして彼の評価は非常に高いものとなっていた。ドラフトコンバインでは40ヤード走で4秒57を記録した。

### シカゴ・ベアーズ

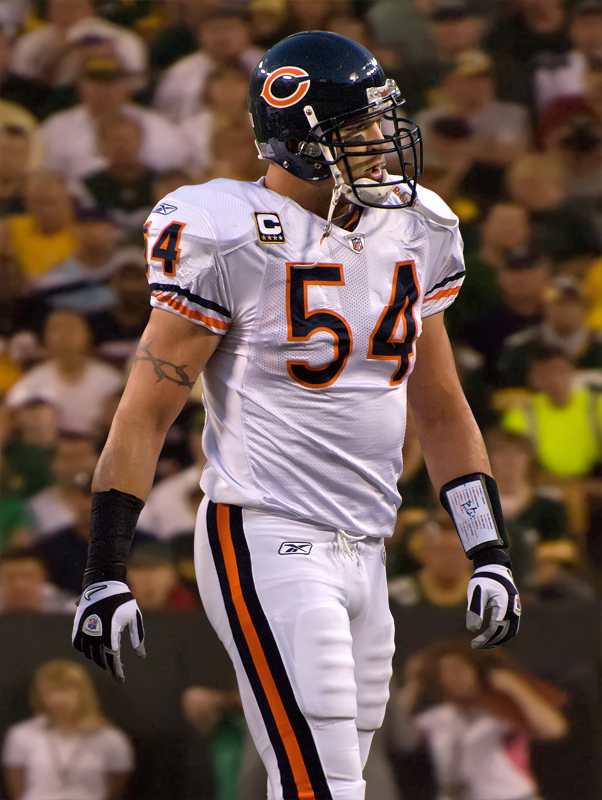
2009

ドラフトで彼は1巡全体9位という高順位でシカゴ・ベアーズに指名されて入団した。SLBの先発を与えられたが開幕からしばらく低調なパフォーマンスが続きルーズベルト・コルビンにポジションを奪われた。気の早いメディアやファンにはBUST（期待はずれ）といった声も出た。しかしミドルラインバッカーのバリー・ミンターが負傷しその代役として出場するやその才能が開花、運動能力と判断の早さを生かし多くのタックル回数をあげるようになり、165タックル、8サック、2インターセプトをあげて最優秀守備新人となり、プロボウルにも選出された。続く2シーズンも彼はリーグを代表するラインバッカーとして活躍を見せて313タックル、14サック、5インターセプトをあげた。
2001年ベアーズは新ヘッドコーチとなったディック・ジャーロンのリーダーシップの下、チームは3試合で逆転勝ち、2試合で相手を完封した。第15週にはパンターのブラッド・メイナードからアーラッカーへのフェイクFGとなるタッチダウンパスが決まりチームはNFCの第2シードとなった。強力なディフェンスを擁していたベアーズであったがプレーオフ初戦でフィラデルフィア・イーグルスに敗れた。この年118タックル、6サック、3インターセプトをあげて、MVP投票では5位となっている。
2002年、それまでディック・バトカスが持っていたベアーズのシーズン記録である151タックルをあげた。
2003年も全16試合に出場し、116タックル、2.5サックをあげて、この年もプロボウルに選ばれた。
2004年ジャーロンヘッドコーチは解任されてロヴィー・スミスが新ヘッドコーチとなった。この年彼はハムストリングスを負傷して7試合に欠場、72タックル、5.5サック、1インターセプトをあげた。
2005年チームは序盤つまづいたがその後8連勝しクリスマスに行われたグリーンベイ・パッカーズ戦を物にしてプレーオフに進出した。彼はこの年全試合に出場、122タックル、6サックをあげてシーズン最優秀守備選手に選ばれた。10タックル以上あげた試合を6試合続けた。また彼のリーダーシップの下でチームはリーグ最少失点であった。アーラッカーなど6人の選手がこの年プロボウルに選出されたが、プレーオフではカロライナ・パンサーズに21-29で敗れシーズンを終えた。
2006年、チームは開幕から9勝2敗となった。第6週のアリゾナ・カージナルスとのマンデーナイトフットボールでチームは一時20点リードを許したが、アーラッカーがエジャリン・ジェームスにファンブルさせたプレーがタッチダウンにつながるなどして逆転勝ちを収めた。この試合で彼は18タックル（10ソロタックル）をあげた。この年彼は142タックル、3インターセプトをあげて、チームは13勝3敗とNFCトップの成績をあげ、チームはプレーオフではシアトル・シーホークス、ニューオーリンズ・セインツを破り第41回スーパーボウルに出場を果たしたが17-29でインディアナポリス・コルツに敗れた。この年もプロボウル、オールプロに選ばれたが、つま先の負傷を理由にプロボウル出場は辞退した。
2007年にはチームは地区最下位となる7勝9敗でシーズンを終えた。チームは不調だったものの自己ベストの5インターセプト、5サック、1ファンブルリカバー、123タックル、1タッチダウンをあげた。12月23日のグリーンベイ・パッカーズ戦では、ブレット・ファーヴのパスをインターセプト、85ヤードのリターンTDをあげた。
2008年、全16試合に出場し、93タックル、2インターセプトをあげた。
2009年9月14日のグリーンベイ・パッカーズとの開幕戦で右手首を痛め手術をすることになりシーズンを棒に振ることになった。
2010年、プレシーズンゲームで左足の脹脛を負傷したが、全16試合に出場、125タックル、4サック、1インターセプトをあげて、4年ぶりにプロボウルに選ばれた、9月27日のグリーンベイ・パッカーズ戦では相手WRジェームズ・ジョーンズのファンブルを誘発、このプレーが決勝FGに結びついた。12月5日のデトロイト・ライオンズ戦では17タックルをあげる活躍を見せた。この年チームトップの125タックル（10ロスタックル）、4サック、10パスディフェンスをあげた。NFLチャンピオンシップでアーロン・ロジャースのパスをインターセプトしたが、ロジャースのタックルを受けてリターンTDを阻止された。このプレーで負傷している。この試合ではエースQBジェイ・カトラーが負傷して交代したことに対して、最後までプレーできたのではないかという批判が集中したことに対して、プレー続行不可能であったと擁護している。プロボウルに選ばれていたが欠場、代わりにロンドン・フレッチャーが選ばれた。
2011年、第1週のアトランタ・ファルコンズ戦で12ヤードのファンブルリカバーTD、1インターセプト、10タックルをあげてNFC週間MVP守備部門に選ばれた。シーズン終盤に内側側副靱帯と後十字靱帯を負傷した。この年16試合に出場し、102タックル、3インターセプトをあげた。
2012年8月14日、左ひざの内視鏡手術を受けた。第9週のテネシー・タイタンズ戦で
46ヤードのインターセプトリターンTD、1ファンブルフォース、1ファンブルリカバー、7タックルをあげてNFC週間MVP守備部門に選ばれた。12月2日のシアトル・シーホークス戦でハムストリングにグレード2の負傷を受けた。
2013年3月、シカゴ・ベアーズから契約延長はせず、退団することが発表された。同年5月22日、Twitterで現役引退を表明した。
ベアーズでの通算成績は、1229タックル、41,5サック、12ファンブルフォース、22インターセプトであった。

### 引退後
2018年、プロフットボール殿堂入りを果たした。

## 人物

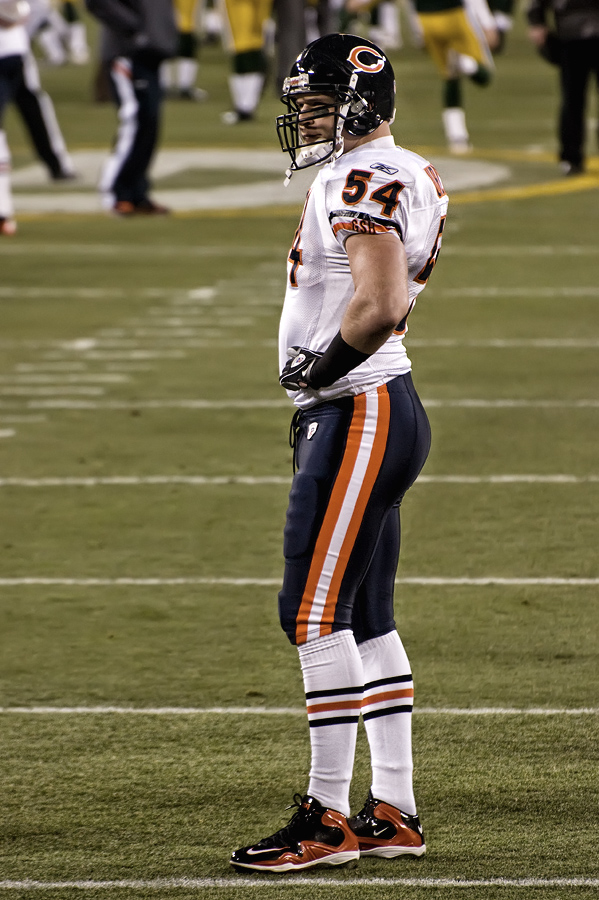
2011

ルーキーシーズンでの活躍で彼はファンの人気者となった。ミッドウェーの怪物達と呼ばれた1940年、1941年に活躍した選手、ディック・バトカス、ビル・ジョージ、「サムライ」マイク・シングレタリーなどと並ぶ選手とベアーズファンは考えている。全米レベルでも彼の人気は高く2002年にはNFL選手のジャージの中で彼はマーシャル・フォーク、ドノバン・マクナブ、ブレット・ファーヴ、ジェローム・ベティス、ジェリー・ライスに次いで6位となった。
しかし評論家の中には彼が過大評価されていると懐疑的なものもおり、2005年に最優秀守備選手に選ばれた直後にスポーツ・イラストレイテッドがNFLで過大評価されている選手は誰かという361人のNFL選手に行ったアンケートではテレル・オーウェンスに次いで2位となった。
ラインマンと見間違うような体格に加えて、LBとしては規格外のスピードを持ち、チームメイトのLB、ランス・ブリッグスからは「LB版マイケル・ヴィック」と評されている。
ベアーズに入団して最初の5年間はジャンクフードばかり食べていたが、その後食生活を改善させている。
2005-2006シーズンにはマイク・シングレタリー以来、チーム史上2人目となる最優秀守備選手を受賞。「怪物」ディック・バトカスや「サムライ」シングレタリーの系譜に連なる名LBとして、将来の殿堂入りが確実視されてきていたが、近年のプロボウル辞退が彼の殿堂入りを妨げるという意見もある。
妻との間に娘が2人、また前妻との間に息子が1人いる。また弟のケイシーがアリーナフットボールの選手となっている。2002年にテレビ番組のホイール・オブ・フォーチュンに出演した際にはチャリティとして4万7000ドル以上を寄付した。またベアーズの選手と共にスペシャルオリンピックスやドナルド・マクドナルド・ハウスでボランティアを行った。彼はニューメキシコ州で自動車ディーラーにもなっており、マクドナルド、ドミノ・ピザ、コムキャスト、ナイキ、キャンベル・スープ・カンパニーのCMに出演している。セガスポーツのNFL 2K3のカバー選手となった。スーパーボウル前のプレスカンファレンスの際にNFL非公認の飲料メーカーの帽子を着用していたためリーグから100,000ドルの罰金を受けた。
シカゴ・カブスの大ファンでセブンス・イニング・ストレッチにTake Me Out to the Ball Gameを歌ったことがある。またプロレス好きでも知られTNAのペイパービューイベントでプロレスをしたこともある。ベアーズはこの話を知り試合出場を取りやめさせようとした。
2012年1月、長年「トラドール」という鎮痛剤を使用していることを明かした。また脳震盪を起こしたとしても正直には告げずにプレーを続けると語った。
2013年7月、自分が引退した後にベアーズがスーパーボウルで優勝してほしくない、と心境を語った。このコメントにチームメートだったQBジェイ・カトラーは共感すると表明したが、ベアーズが第20回スーパーボウルを制した時のヘッドコーチ、マイク・ディトカはアーラッカーの発言に対して苦言を述べた。